# Budô
Budô(pt-BR) ou budo(pt-PT?) (em japonês:  武道; lit. caminho marcial) são as artes ou caminhos marciais de origem japonesa.
São considerados a versão moderna do antigo bujutsu (em japonês:  武術; lit. técnica marcial), as artes marciais tradicionais.

## Etimologia

### Budô
Budô é um composto da raiz bu (em japonês:  武:ぶ), que significa a relativo a guerra ou as artes marciais, e dō (em japonês:  道:どう), o caminho de sentido ou forma. Especificamente, Dō é derivada do sânscrito "marga" budista (o que significa o "caminho" para a iluminação). O termo remete à ideia de formulação de proposições, submetê-los à crítica filosófica e, em seguida, na sequência de um "caminho" para realizá-los. Significa um "modo de vida". No contexto japonês, é um termo experiencial, no sentido de que a prática (o modo de vida) é a norma para verificar a validade da disciplina cultivada através de uma determinada forma de arte. O budô moderno não tem nenhum inimigo externo, só o inimigo interno, uma de ego que deve ser combatido (estado de Mushin-Muga).

### Budô e bujutsu
Bujutsu é um composto de raízes bu (em japonês:  武) e jutsu (em japonês:  术:じゅつ) que significa ciência, ofício, ou arte. O budô é mais freqüentemente traduzido como "o caminho da guerra", ou "caminho marcial ", enquanto bujutsu é traduzido como "ciência da guerra" ou "ofício marcial". No entanto ambos, budô e bujutsu, são utilizados com o termo "arte marcial".
O budô e o bujutsu tem uma diferença bastante delicada. Enquanto o bujutsu só dá atenção para a parte física de luta (a melhor maneira de derrotar um inimigo), o budô também dá atenção para a mente e como se deve desenvolver-se. O budô moderno usa aspectos do estilo de vida dos samurais do Japão feudal e os traduz para o auto-desenvolvimento na vida moderna.

## História
O bujutsu era um conjunto de disciplinas marciais que podiam ser treinadas apenas pelos bushi (ou samurais) visando seu uso em batalha. Alguns exemplos são: kenjutsu (técnica da espada), iaijutsu (técnica de desembainhar a espada), sojutsu (técnica da lança), kyujutsu (técnica do arco), naginatajutsu (técnica da alabarda), jujutsu (técnica suave), aikijujutsu (técnica suave com harmonização do ki), entre outros.
O Ninjútsu era o conjunto das técnicas usadas pelos Ninjas. Incluía táticas de guerrilha, guerra psicológica, arte do disfarce, espionagem, combate corpo a corpo, etc. Durante a II Guerra Mundial, o Japão ensinou técnicas ninjas a espiões num centro de treinamento secreto.
A partir do Xogunato Tokugawa (século XVII), com a estabilização e pacificação do Japão, o bujutsu começa a perder sua importância como instrumento de guerra, tornando-se obsoleto em função do surgimento de armamentos modernos. Após a restauração Meiji, que terminou com o Xogunato e a sociedade estratificada, a classe guerreira deixou de existir e, assim, nada mais restava das antigas circunstâncias que sustentavam as tradicionais técnicas de guerra.
Jigoro Kano, criador do judô, é considerado o originador do budô moderno. No final do século XIX, o bujutsu estava em declínio no Japão, em franco processo de extinção. Porém, Kano, estudante de jujutsu, viu nas artes marciais um grande potencial como ferramenta educacional. Para isso, ele compilou diversos estilos de jujutsu, eliminando algumas técnicas excessivamente traumáticas e adicionando outras criadas por ele mesmo, sintetizando um novo estilo de jujutsu que ele batizou de judô, em 1882. Porém, o judô não se tratava apenas de uma modalidade de luta, pois Kano incorporou à sua arte elementos filosóficos que enfatizavam valores como respeito, coragem, humildade, justiça, auto-controle, dignidade e honra, de forma que sua modalidade servia não apenas como educação física e defesa pessoal, como também educação moral dos praticantes. A visão de Kano para o judô era uma ferramenta educacional para ser aplicada no Japão e também exportada para o resto do mundo. E ele conseguiu justamente isso: tornando-se mais tarde membro da Câmara dos Pares no Japão, instituiu o judô como disciplina oficial em todo o Japão (o que continua até hoje). Conseguiu também a disseminação do judô por todo o mundo (hoje praticado em 204 países) e inclusão do judô nas Olimpíadas.
O papel de Jigoro Kano para o surgimento do budô foi decisivo para o destino das artes marciais no mundo todo, pois ele resgatou as artes marciais japonesas que estavam em franco processo de extinção, garantindo sua preservação. Seu exemplo foi seguido pelas demais disciplinas de artes marciais japonesas, levando à criação das demais artes modernas como o Kendo, Kyudo, Aikido, Karatê-do, etc.
Isso representou a preservação do patrimônio marcial japonês, e sua abertura para a sociedade em geral, pois antes as técnicas marciais eram restritas às classes guerreiras (samurais).
Para preservar o patrimônio marcial japonês foram necessárias mudanças para se conformar com os novos tempos. Uma das mudanças foi a dos objetivos. A nova finalidade não poderia ser mais a guerra, já que boa parte das técnicas, já naquela época, eram anacrônicas tendo em vista os equipamentos e armamentos modernos. Outra mudança foi em relação ao público que tinha acesso às antigas técnicas: os samurais já não existiam.
A nova finalidade foi explicitar o caráter formador e educacional em detrimento da busca pela eficiência letal. Através do treino das técnicas se cultivaria corpo, mente e espírito para o auto-desenvolvimento. E as técnicas estavam abertas para toda a sociedade. Por essas razões, muitas técnicas foram adaptadas e algumas até eliminadas. Não deveriam ser mais, técnicas que visavam a guerra e a morte, exclusivas dos samurais, mas caminhos educacionais para o aperfeiçoamento humano que estavam ao alcance de qualquer um. Esta é a origem do budô.

## Alguns budô
O judô (柔道 - caminho suave) foi um dos primeiros budô modernos.
Seguindo este exemplo, vieram diversas outras como o kendô (剣道 - caminho da espada),o Aikibudo Jujutsu (合 気 気 道柔術 - suavidade e harmonia para a prática da guerra), o iaidô (居合道 - caminho de desembainhar a espada), o kyudo (弓道 - caminho do arco), o naguinata-do (薙刀道 - caminho da alabarda), o aikidô (合気道 - caminho da harmonização do ki), o karatê-dô (空手道 - caminho das mãos vazias) e assim por diante.

## Samurais
Vários autores trazem a definição do termo Samurai. De acordo com tais fontes, a palavra Samurai deriva do verbo saburo, que significa servir e seguir ao senhor ou acompanhar um superior para serví-lo. Tais guerreiros viveram na época do Japão feudal, em torno do século XII e  tinham por lema: lealdade, coragem e a honra. O Samurai sem um senhor era chamado de ronin e não era considerado honrado. A palavra Bushi, usada como sinônimo de Samurai, aparece pela primeira vez no livro Shoku Nihongi. Aqui o termo significa Guerreiro, adestrado na arte militar. Ainda não constitui, porém, uma classe ou casta e nem é funcionário militar do governo. Na corte existiam funcionários encarregados de tarefas civis e militares, mas sem uma clara distinção entre ambas. Civis podiam ocupar cargos de comando militar, e militares, exercer funções civis. Como sinônimos de Samurai temos, entre outros, tsuwamono, bushi, bujin, buke, monofu, etc., mas as raízes ou origens do Samurai, ou mais precisamente, do seu espírito, podem ser encontradas, segundo alguns historiadores, em épocas mais remotas.
O livro Genji Monogatari (A História de Genji), da escritora Murasaki Shikibu , datada do início do século XI e considerado o romance mais antigo do Japão, traz a seguinte citação: “surge e evolui no campo a classe Samurai em meio à labuta e ao árduo cotidiano do labrador e de incessantes conflitos fundiários (estes, mais violentos nas áreas pioneiras), os quais forjam o caráter Marcial e Espartano dos novos guerreiros”. A ascendência dos Samurais foi sendo gradativamente viabilizada a medida que incidia a decadência crescente da nobreza governamental por explorar os frutos do suor e sacrifício dos camponeses, sem oferecer a compensação da ordem pública e segurança social, essenciais à continuidade das atividades produtivas. E os Samurais, cuja fibra moral resultava de muitas lutas e experiências, não raro amargas e cruentas, foram tomando seus espaços de liderança.Segundo a filosofia de vida da nova classe que emerge, um Tsuwamono (futuro Samurai) não devia temer o adversário mesmo quando superior em número. A coragem frente ao inimigo era pesada como atributo essencial ao Samuraai, enquanto a covardia era considerada qualidade indigna e vergonhosa de um guerreiro. E assim, foi sendo formado o Código de Honra não escrito, chamado "O Caminho do Guerreiro" (Bushido). No século XI surgiram as características de hereditariedade entre as famílias tradicionais de Tsuwamono, quando a missão de guerreiro passou a ser transmitida do pai para seus filhos, aos menos aos filhos que podiam herdar tais condições superiores, os quais precisavam destacar-se individualmente nas técnicas de luta, estratégias e manejo de armas.
O Bushido sustenta-se pelo tripé chi (sabedoria), jia (benevolência) e yu (coragem). Os estudos e práticas dos Samurais incluíam: arco e flecha, esgrima, jijitsu, equitação, uso da lança, tática militar, caligrafia, ética, arte, literatura e história. O conhecimento da aritmética, embora indispensável na contagem de Tropas e Distribuição de Recompensas, não se aplicava na contagem de dinheiro (função considerada indigna da classe Samurai) que ficava a cargo de mãos menos nobres. Tal orientação servia para manter os Samurais afastados dos males que têm sua raiz no dinheiro. Outro aspecto de extrema relevância em um Samurai refere-se à disciplina de autocontrole pessoal como, por exemplo, suportar a dor sem gemer ou a tristeza - sem manifestar em gestos e palavras-, a fim de não estragar o prazer ou a serenidade de outros.
De modo complementar, as práticas de suicídio e vingança (harakiri e kataki-uchi) também deviam ser naturalmente aceitas. O costume de cortar a barriga com a katana tem origem, segundo Nitobe, na velha crença, de que o ventre abre a morada da alma para mostrar que ela é limpa, sabendo-se que o ventre é a sede da alma e das emoções. Em resumo, pratica-se o seppuku porque foi o legado deixado pelos guerreiros medievais do Japão, com a finalidade de espiar seus crimes, desculpar-se por erros, escapar da vergonha (de cair prisioneiro do inimigo, por exemplo), provar a sinceridade de uma atitude ou redimir amigos. Já a vingança (kataki-uchi), dentro da lei de olho por olho e dente por dente, era considerada como virtude. Ela se aplicava no caso de se vingar a morte do pai, irmão ou senhor.
Quanto aos aspectos religiosos, parte dos samurais era xintoísta e a maior parte era budista. O livro “Shogun”- A Gloriosa Saga do Japão”,  do escritor inglês James Clavel traz que o xintoísmo é uma prática de espiritualidade japonesa, geralmente traduzida como “o caminho dos deuses” (Shinto). Relaciona-se a vários povos ancentrais japoneses e, desta forma, seu início não apresenta um registro histórico formal, sendo que os primeiros registros datam, de um período bastante amplo (300 a.C a 300 d.C.), quando foi introduzido o sistema agrícola de arrozais durante o período Yayoi. A exemplo de outras filosofias espirituais ao redor do mundo, a colheita é vinculada à presença de deuses que representam as forças na natureza. Assim, o xintoísmo cultua a natureza e aos antepassados, e tem caráter politeísta. Em suas práticas e rituais celebra a existência de Kami, que pode ser definido como a essência das divindades, as quais podem estar associada a forças ou elementos da natureza - como vento, relâmpago, chuva, temperatura-, ou às estruturas naturais - como rios, montanhas, árvores - ou, ainda, a animais, a figuras humanas ou a espíritos, podendo estar no todo ou em cada unidade. É cultuado em vários templos espalhados pelo Japão e, também presente em outros países. Seus cultos no Japão envolvem rituais na natureza, que incluem a entoação e mantras, uso de instrumentos de percussão e banhos de cahoeira. Embora o xintoísmo não apresente livros de preceitos morais, os rituais visam à purificação do ser e a sintonia total com a natureza. Dentre os deuses xintoístas, destacam-se  divindades, como Izanami, Izagani, Amaterasu e Inari. .
O Budismo originou-se na Índia por volta do século V a.C. e chegou à China no século II a.C.; migrou, então, para a Coréia no Século I e, no século VI, migrou da Coréia ao Japão e espalhou-se rapidamente pelo país. Primeiramente, chegou às classes altas, obtendo adesão do príncipe Shotoku (574-622), que deu apoio imperial à construção de vários templos, sendo considerado o fundador do Budismo no Japão. No século VIII o imperador Shomu (701-756) instituiu que o Budismo seria religião oficial do Estado e construiu a grande estátua do Buda e o Templo Todaiji, em Nara. No mesmo século, início do período Heian (774-1185), foram introduzidas a seita Tendai, pelo sacerdote Saicho (767-822) e a seita Shingon, por Kukai (774-835), o qual é também conhecido como Kobo Daishi. Essas duas últimas seitas esotéricas vieram a ser as mais importantes seitas na corte imperial. Dentre as Entidades Espirituais Budistas destaca-se a Deusa Kannon (Kuan Yin, na China), para a qual foram construídos vários templos, ainda cultuados no Japão.